# Безупречная (фильм)
«Безупречная» (фр. Irréprochable) — французский драматический фильм 2016 года режиссёра Себастьена Марньера. Главные роли сыграли Марина Фоис, Жереми Элькайм, Жозефин Жапи и Бенжамен Бьоле.

## Сюжет
С тех пор, как Констанс уволили с работы, она находится в невыносимой финансовой ситуации. Когда она узнаёт, что агентство недвижимости, где она начала свою трудовую деятельность, принимает на работу новых работников, Констанс покидает Париж и отправляется в небольшой городок, где провела свою молодость. Но рабочее место достаётся молодой двадцатилетней женщине по имени Одри. Мир Констанс разрушается. С этого момента она будет одержимой только одной целью: уничтожить Одри, чтобы получить свою работу обратно.

## В ролях
| Актёр          | Роль          |
| -------------- | ------------- |
| Марина Фоис    | Констанс Бову |
| Жереми Элькайм | Филипп Ферран |
| Жозефин Жапи   | Одри Пайрон   |
| Бенжамен Бьоле | Жиль Лонка    |
| Жан-Люк Венсан | Ален          |

## Награды
| Премия «Сезар» | Лучшая актриса | Марина Фоис | Номинация |